# Vườn quốc gia Wooroonooran
Vườn quốc gia Wooroonooran là một vườn quốc gia ở Queensland, Úc. Vườn quốc gia này có cự ly 1367 km về phía tây bắc Brisbane, giữa Innisfail và Cairns.